# Xylia xylocarpa
Xylia xylocarpa är en ärtväxtart som först beskrevs av William Roxburgh, och fick sitt nu gällande namn av Paul Hermann Wilhelm Taubert. Xylia xylocarpa ingår i släktet Xylia och familjen ärtväxter.

## Underarter
Arten delas in i följande underarter:
- X. x. kerrii
- X. x. xylocarpa

## Bildgalleri

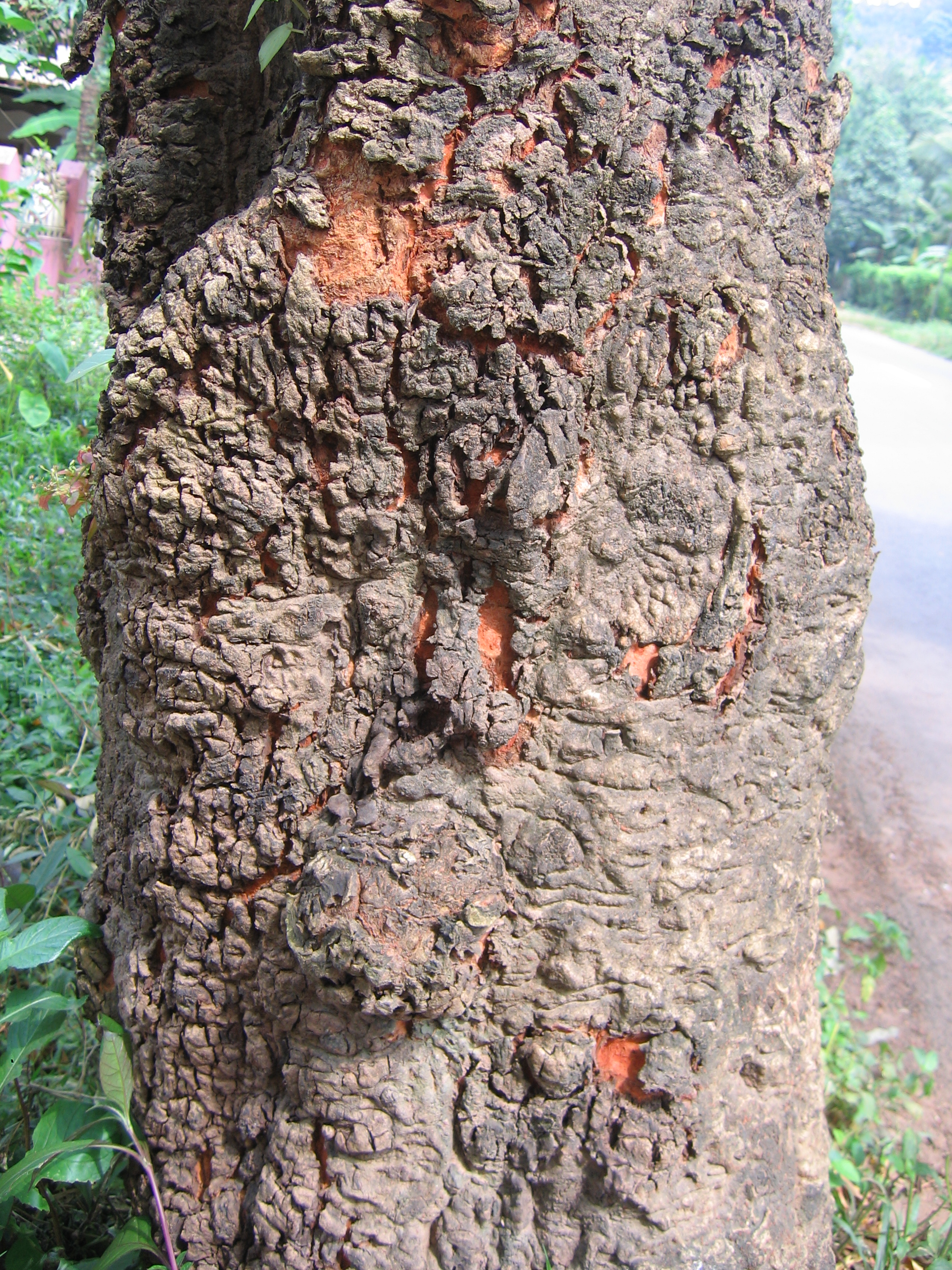
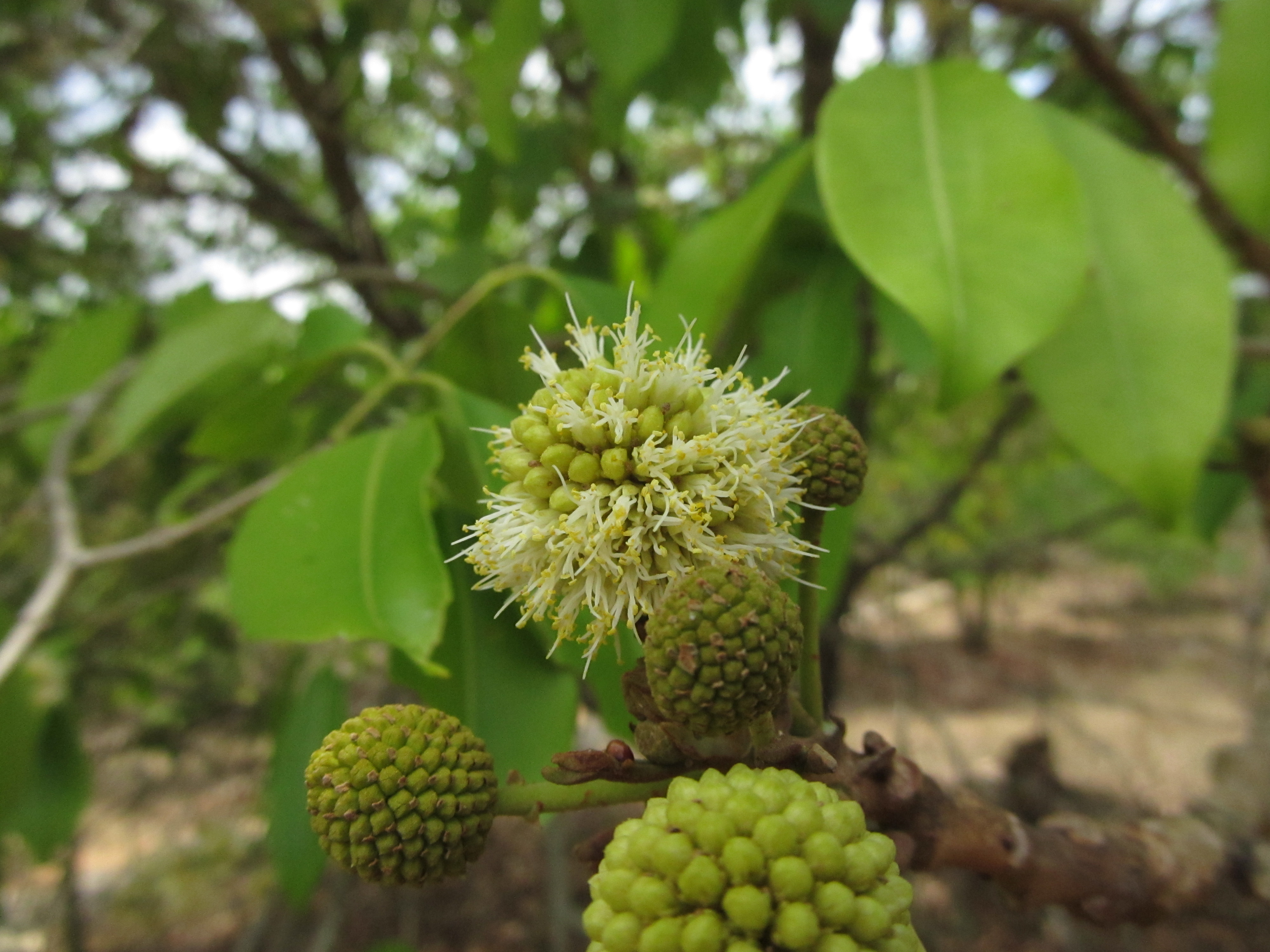